# 清塚信也のガチンコ3B junior
『清塚信也のガチンコ3B junior』（きよづかしんやのガチンコスリービージュニア）は、CS放送フジテレビNEXTで月1回放送されていた3B juniorの歌唱力の育成を目的とする音楽番組（フジテレビNEXT smartでもインターネット配信あり）。清塚信也と3B juniorの冠番組である。2017年10月以降は出演者・MCなどを含め内容の見直しを行い『清塚信也のガチンコスターダストプラネット』となる。

## 概要
フジテレビNEXT音組のきくちPがプロデュースするももいろクローバーZらが所属するスターダストプロモーションが満を持ちして送り出す特殊部隊、次ナルアイドル3B junior出演のオリジナルレギュラー生演奏音楽番組。 清塚信也先生と今井マサキ校長が、毎回3B juniorから4名 - 6名を招集し、ガチンコな課題を課し鍛え上げる番組であり、30分CMなしで進行される。
ロッカジャポニカがデビューして卒業したために#10からは、残ったはちみつロケット、奥澤村、リーフシトロン、マジェスティックセブンから、毎回それぞれのグループから1人以上は必ず出演するスタイルとなった。これは『スターダストプラネット』に変わるまで続いた。

## 出演者

### 歌
- 3B junior

### 演奏
- ピアノ：清塚信也

### MC
- 今井マサキ[3]
- 奥澤レイナ[3]

### ゲスト
- #7 井上昌己
- #8 尾崎亜美

## 放送リスト

### 2016年
- #1 2016年4月28日（木）[3]

| - 高井千帆 - 「LOVE MUSIC」 - 大塚愛 | - 愛来 - 「ひまわりの約束」 - 秦基博 | - 森青葉 - 「瑠璃色の地球」 - 松田聖子 | - 鈴木萌花 - 「三日月」 - 絢香 | - 奥澤レイナ - 「明日への扉」 - I WiSH |

- #2 2016年5月19日（木）[3]

| - 斎藤夏鈴 - 「星間飛行」 - ランカ・リー＝中島愛 | - 塚本颯来 - 「Hello, Again 〜昔からある場所〜」 - My Little Lover | - 栗本柚希 - 「Best Friend」 - Kiroro | - 小島はな - 「未来予想図II」 - DREAMS COME TRUE | - 奥澤レイナ（2回目） - 「ハナミズキ」 - 一青窈 |

- #3 2016年6月9日（木）[3]

| - 小田垣陽菜 - 「変わらないもの」 - 奥華子 | - 内藤るな - 「パート・オブ・ユア・ワールド」 - すずきまゆみ | - 雨宮かのん - 「雨」 - 森高千里 | - 鈴木萌花（2回目） - 「ロックンロール・ウィドウ」 - 山口百恵 | - 奥澤レイナ（3回目） - 「時代」 - 中島みゆき |

- #4 2016年7月14日（木）[3]

| - 中村優 - 「やさしさで溢れるように」 - JUJU                                | - 澪風 - 「compass」 - 川島あい | - 大平ひかる - 「M」 - プリンセス プリンセス | - 愛来（2回目） - 「白い一日」 - 井上陽水 | - 塚本颯来（2回目） - 「好きになって、よかった」 - 加藤いづみ | - 奥澤レイナ - MC |
| 番組の最後に“ガチンコ3”のメンバーを発表、愛来、雨宮かのん、鈴木萌花に決定。 |                                 |                                              |                                           |                                                               |                   |

- #5 2016年8月1日（月）公開生放送 代々木第一体育館より[3]

| - 塚本颯来（3回目） - 「好きになって、よかった」 - 加藤いづみ | - 平瀬美里 - 「マイ フレンド」 - ZARD | - 椎名るか - 「ちっぽけな愛の歌」 - 小枝理子＆小笠原秋 | - 華山志歩 - 「負けないで」 - ZARD | - 奥澤レイナ（4回目） - 「ひこうき雲」 - 荒井由実 |

- 2016年8月25日（木）「あたしの音楽！大森靖子×ガチンコ3（CS放送フジテレビNEXT）にガチンコ3（愛来、雨宮かのん、鈴木萌花）が出演。番組中、大森靖子×ガチンコ3で「絶対彼女」を歌う[3]。
- #6 2016年9月8日（木）[3]

| - 内山あみ - 「ボーイフレンド」 - aiko                     | - 播磨怜奈 - 「My Revolution」 - 渡辺美里 | - 雨宮かのん（2回目） - 「POWER OF LOVE」 - JUDY AND MARY | - 小島はな（2回目） - 「エヴリデイ」 - JITTERIN'JINN | - 高井千帆（2回目） - 「My Life Story」 - 作詞 高井千帆 作曲 太田雄大 | - 奥澤レイナ - MC |
| 鈴木萌花作詞「無題」のタイトルが「未来の空の下で」に決定。 |                                           |                                                           |                                                      |                                                                       |                   |

- 2016年9月29日（木）「3B junior高井千帆×ガチンコ3へきくちから」（CS放送フジテレビNEXT）に高井千帆、ガチンコ3（愛来、雨宮かのん、鈴木萌花）が出演。番組中、高井千帆が「My Life Story」（作詞：高井千帆）を歌う[3]。
- #7 2016年10月20日（木）[3]

| - 葉月智子 - 「やさしさに包まれたなら」 - 荒井由実 | - うらん - 「OUR SONG」 - 原田真二 | - 華山志歩（2回目） - 「学園祭」 - 児島未散 | - 平瀬美里（2回目）×井上昌己 - 「イヤリングのはずしかた」 - 井上昌己 | - 奥澤レイナ（5回目） - 「恋のつぼみ」 - 倖田來未 |

- 2016年10月25日（火）「Takanori Music Revolution」（CS放送フジテレビNEXT）第1回放送にガチンコ3（愛来、雨宮かのん、鈴木萌花）が出演。「THUNDERBIRD」を歌う[3]。
- 2016年10月27日（木）「あたしの音楽！コアラモード.×Anly×ガチンコ3」（CS放送フジテレビNEXT）にガチンコ3（愛来、雨宮かのん、鈴木萌花）が出演。番組中、「未来の空の下で」（作詞：鈴木萌花）、Anly×ガチンコ3」で「太陽に笑え」、コアラモード.×ガチンコ3」で「豆の木」を歌う[3]。
- 2016年11月17日（木）「コアラモード.へきくちから」（CS放送フジテレビNEXT）にガチンコ3（愛来、雨宮かのん、鈴木萌花）が出演。番組中、ガチンコ3が「君の夢は僕の夢」（作詞：雨宮かのん）、「青春が勿体ない」（作詞：雨宮かのん）を歌う[3]。
- 2016年11月23日（水）「Takanori Music Revolution」（CS放送フジテレビNEXT）第3回放送におためし3（奥澤レイナ、塚本颯来、高井千帆）が出演。「WHITE BREATH」を歌う[3]。
- #8 2016年11月28日（月）[3]

| - 公野舞華 - 「スマイル・フォー・ミー」 - 河合奈保子 | - 斎藤夏鈴（2回目） - 「初恋のメロディー」 - 小林麻美 | - 森青葉（2回目） - 「SWEET MEMORIES」 - 松田聖子 | - 愛来（3回目） - 「ポスターカラー」 - 古井戸 | - 平瀬美里（3回目）×尾崎亜美 - 「時に愛は」 - 松本伊代 | - 奥澤レイナ - MC |

- #9 2016年12月15日（木）[3]

| - 市川優月 - 「夏の日の1993」 - class | - 澪風（2回目） - 「青春の坂道」 - 岡田奈々 | - 中村優（2回目） - 「夢見るシャンソン人形」 - フランス・ギャル | - 栗本柚希（2回目） - 「未来へ」 - Kiroro | - 奥澤レイナ（6回目） - 「恋愛写真」 - 大塚愛 |

- 2016年12月22日（木）「あたしの音楽！新山詩織×たこやきレインボー（CS放送フジテレビNEXT）において番組の最後で雨宮かのんが「ChuChuプリン」（作詞：雨宮かのん）を歌う[3]。
- 2016年12月31日（土）ガチンコ3/3B seniorサロンコンサート パシフィコ横浜大ホールロビーより[3]

### 2017年
- #10 2017年1月19日（木）[3]

| - 大平ひかる（2回目） - 「ANNIVERSARY」 - 松任谷由実     | - 葉月智子（2回目） - 「赤い風船」 - 浅田美代子 | - 愛来（4回目） - 「歌は世につれ」 - 天野滋 | - 塚本颯来（4回目） - 「水色の街」 - 三輪車 | - 小田垣陽菜（2回目） - 「東京」 - くるり | - 奥澤レイナ - MC |
| 優勝：葉月智子・愛来（この回からユニット対抗戦になる。） |                                                 |                                             |                                             |                                           |                   |

- 2017年1月31日（火）「あたしの音楽！あたしのネクストガール！（CS放送フジテレビNEXT）にガチンコ3（愛来、雨宮かのん、鈴木萌花）が出演。番組中、「小さな夢が割れたあの日」（作詞：雨宮かのん）を歌う[3]。
- 2017年2月16日（木）「あたしの音楽！コアラモード.×ロッカジャポニカ（CS放送フジテレビNEXT）にガチンコ3（愛来、雨宮かのん、鈴木萌花）が出演。番組中、「ガチンコ3のテーマ」（作詞：愛来）、「ヒロイン」（作詞：雨宮かのん）を歌う[3]。
- #11 2017年2月23日（木）[3]

| - 中村優（3回目） - 「星の旅」 - あんべ光俊 | - 雨宮かのん（3回目） - 「裸足で走れ」 - 中島みゆき | - 鈴木萌花（3回目） - 「TRUE COLORS」 - CYNDI LAUPER | - 栗本柚希（3回目） - 「あの頃のぼくは」 - イルカ | - 奥澤レイナ（7回目） - 「あの唄はもう唄わないのですか」 - 風 |
| 優勝：栗本柚希 満点                         |                                                     |                                                      |                                                   |                                                               |

- 2017年2月27日（月）「Takanori Music Revolution」（CS放送フジテレビNEXT）第5回放送にリーフシトロン（栗本柚希、葉月智子）が出演。「INVOKE」を歌う[3]。
- 2017年3月29日（水）「Takanori Music Revolution」（CS放送フジテレビNEXT）第6回放送に椎名るか、平瀬美里が出演。「HOT LIMIT」を歌う[3]。
- #12 2017年3月30日（木）公開生放送 ヤマハホールより[3]

| - 斎藤夏鈴（3回目） - 「君のために作った歌」 - 松山千春 | - 葉月智子（3回目） - 「ほほえみ」 - 林寛子 | - 華山志歩（3回目） - 「学生通り」 - 木之内みどり | - 奥澤レイナ（8回目） - 「No Woman, No Cry」 - ボブ・マーリー |

- 2017年3月30日（木）ガチンコ3コンサートガチンコ3の1 ヤマハホールより[3]
- #13 2017年4月20日（木）[3][4]

| - 市川優月（2回目） - 「お・ね・が・い」 - 森尾由美 | - 塚本颯来（5回目） - 「のうぜんかつら」 - 安藤裕子 | - 雨宮かのん（4回目） - 「チェインギャング」 - THE BLUE HEARTS | - 愛来（5回目） - 「さよならぼくのともだち」 - 森田童子 | - 栗本柚希（4回目） - 「扉の向こう」 - 作詞 栗本柚希 作曲 太田雄大 | - 奥澤レイナ - MC |
| 優勝：栗本柚希・愛来                                |                                                     |                                                                |                                                         |                                                                    |                   |

- #14 2017年5月25日（木）24:00 - [3]

| - 播磨怜奈（2回目） - 「ボヘミアン」 - 葛城ユキ                                            | - 森青葉（3回目） - 「元気を出して」 - 薬師丸ひろ子 | - 葉月智子（4回目）×清塚信也 - 「まちぶせ」 - 石川ひとみ | - 鈴木萌花（4回目） with今井マサキ - 「ロンリー・チャップリン」 - 鈴木聖美 withラッツ&スター | - 奥澤レイナ（9回目） - 「花～すべての人の心に花を～」 - 喜納昌吉 |
| 優勝：奥澤レイナ・播磨怜奈。「まちぶせ」はピアニカ（葉月智子）とビアノ（清塚信也）の共演。 |                                                     |                                                          |                                                                                              |                                                                   |

- #15 2017年6月15日（木）18:30 - [3]

| - 公野舞華（2回目） - 「素敵なラブリーボーイ」 - 小泉今日子 | - 小島はな（3回目） - 「そのままでいいわ」 - 持田真樹 | - 葉月智子（5回目） - 「19才」 - さだまさし | - 中村優（4回目） - 「祈り」 - 長淵剛 | - 澪風（3回目） - 「あの娘のaiko」 - 住所不定無職 | - 奥澤レイナ - MC |
| 優勝：中村優                                                |                                                       |                                             |                                       |                                                   |                   |

- 2017年6月22日（木）「3B junior栗本柚希×ガチンコ3へきくちから」（CS放送フジテレビNEXT）に栗本柚希、ガチンコ3（愛来、雨宮かのん、鈴木萌花）が出演。この番組を持って栗本柚希が正式にガチンコ3に加入。番組中、「扉の向こう」（作詞：栗本柚希）、「sigh of love」（作詞：雨宮かのん）を歌う[3][5]。
- #16 2017年7月13日（木）18:30 - [3][6]

| - 愛来（6回目） - 「窓」 - 谷山浩子 | - 鈴木萌花（5回目） - 「つゆのあとさき」 - さだまさし | - 雨宮かのん（5回目） - 「アイ・シャル・ビー・リリースト」 - RCサクセション | - 栗本柚希（5回目） - 「奏」 - スキマスイッチ | - 奥澤レイナ（10回目）with今井マサキ - 「ふたりの愛ランド」 - 石川優子とチャゲ |
| 優勝：栗本柚希                      |                                                       |                                                                             |                                               |                                                                                |

- 2017年7月15日（土）ガチンコ3コンサート「ガチンコ4の2」 Zepp Tokyoより[3]
- #17 2017年8月3日（木）18:30 - 特別編！第4回までの未放送歌前トーク集！[3]

| #001 2016.4.28放送より 高井千帆、愛来、森青葉、鈴木萌花、奥澤レイナ |
| #002 2016.5.19放送より 斎藤夏鈴、塚本颯来、栗本柚希、小島はな       |
| #003 2016.6.9放送より 小田垣陽菜、内藤るな、雨宮かのん              |
| #004 2016.7.14放送より 中村優、澪風、大平ひかる                     |

- #18 2017年8月31日（木）18:30 - [3]

| - 公野舞華（3回目） - 「水平線でつかまえて」 - 三浦理恵子 | - 塚本颯来（6回目）×加藤いづみ - 「気になるあのコ」 - 麻里絵 | - 葉月智子（6回目） - 「涙雨で咲いた花」 - リーフシトロン | - 斎藤夏鈴（4回目） - 「K」 - HAPPY BIRTHDAY | - 中村優（5回目） - 「翼あるもの」 - 甲斐よしひろ | - 奥澤レイナ - MC |
| 優勝：中村優                                              |                                                              |                                                           |                                              |                                                   |                   |

- #19 2017年9月7日（木）17:30 - [3]

| - 愛来（7回目） - 「heavenly days」 - 新垣結衣 | - 鈴木萌花（6回目） - 「つよくなりたい」 - miwa | - 雨宮かのん（6回目） - 「てんびんばかり」 - 河島英五 | - 栗本柚希（6回目） - 「ANSWER」 - 槙原敬之 | - 奥澤レイナ（11回目） - 「青春の影」 - チューリップ |
| 優勝：栗本柚希                                 |                                                 |                                                       |                                             |                                                      |

- 2017年10月8日（日）ガチンコ3学園祭コンサート「ガチンコ4の3」 日本工学院八王子専門学校 片柳記念ホールより[3]
- #20 2017年10月26日（木）18:00 - ガチンコ3学園祭コンサート「ガチンコ4の3」感想戦[3]

| 栗本柚希 | 雨宮かのん | 愛来 | 鈴木萌花 | - 今井マサキ - MC |

以降、『清塚信也のガチンコスターダストプラネット』へ